# And then... 〜20th anniversary BEST〜
『And then... 〜20th anniversary BEST〜』（アンドゼン...トゥエンティースアニバーサリーベスト）は、2013年2月20日発売の古内東子4枚目のベスト・アルバム。

## 解説
古内東子20周年記念ベスト・アルバム。Sony Records、PONY CANYON在籍時楽曲を含む新録曲入り2枚組ベスト・アルバム。新録曲のうち書き下ろし新曲「さよならレストラン」は平井堅、「誰より好きなのに」2013年バージョンは槇原敬之参加。

## 収録曲
全作詞・作曲：古内東子　編曲：河野伸（特記以外）

### Disc.1
1. Reason
2. さよならレストラン feat.平井堅
3. PURPLE
4. IN LOVE AGAIN
5. Swallow
編曲：古内東子
6. 映画を観よう
7. 透明
編曲：古内東子
8. 夢の続き
9. カサノバ
10. 涙
11. LOVE SONGS
12. 君がわかるから
編曲：古内東子
13. ここまで来るために
14. 帰る場所はあなた

### Disc.2
1. 誰より好きなのに (piano version)
編曲：小松秀行
2. 歩き続けよう (Album Version)
編曲：Michael Colina
3. 銀座 (ginza version)
編曲：小松秀行
4. 朝
編曲：Michael Colina
5. サヨナラアイシテタヒト
編曲：春川仁志
6. stay
編曲：春川仁志
7. 10%
編曲：森俊之
8. happy
編曲：斎藤有太
9. 歩幅
10. Devotion
編曲：古内東子
11. Beautiful Days (new version)
12. 誰より好きなのに feat.槇原敬之
13. KOKYO